# 조이스 무주루

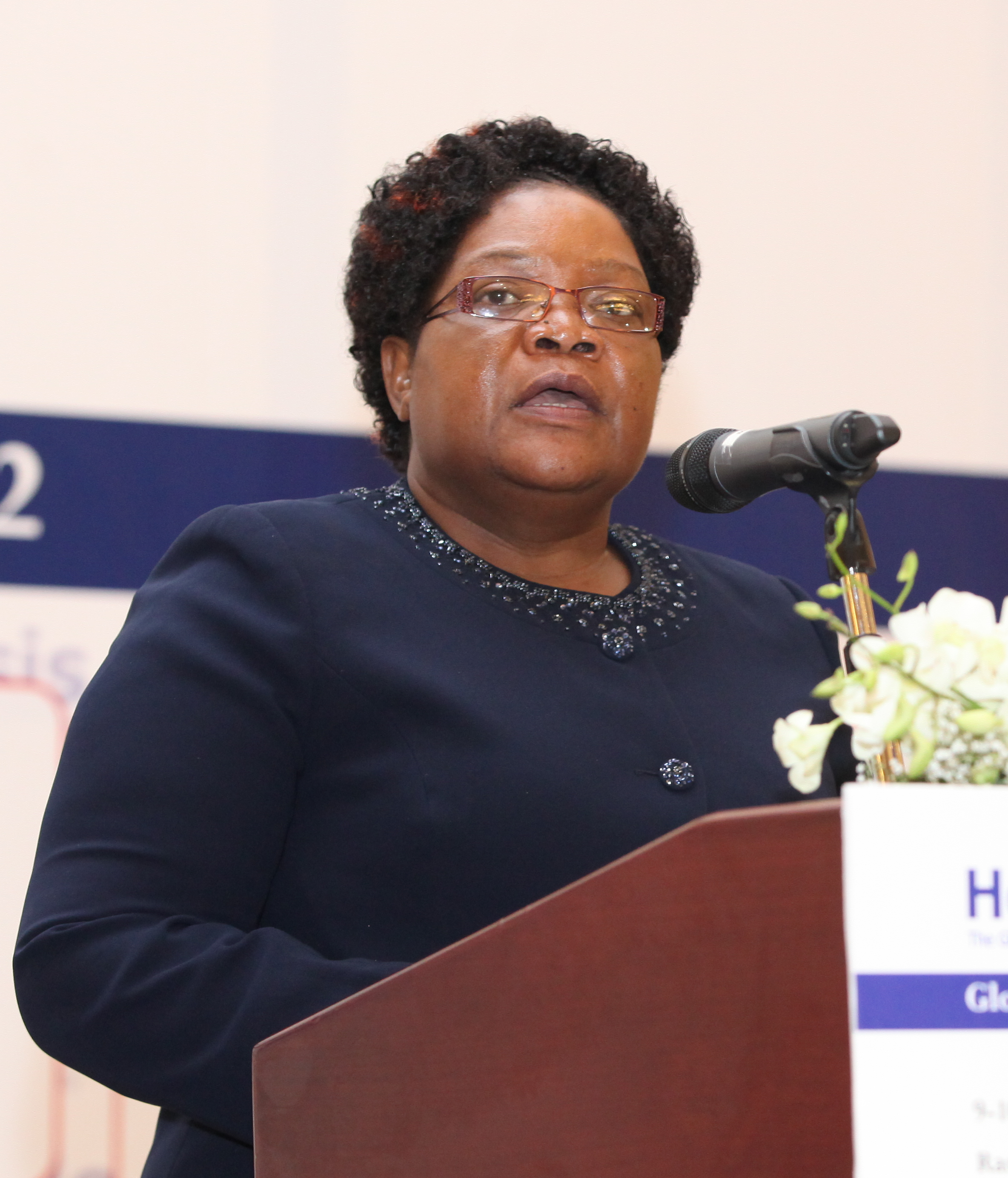
조이스 무주루

조이스 무주루 (Joice Mujuru, 1955년 4월 5일~)는 짐바브웨의 정치인이다. 짐바브웨 아프리카 국제연합 - 애국전선(Zimbabwe African National Union – Patriotic Front)의 부총재이며, 2004년 12월 6일부터 2014년 12월 8일까지 짐바브웨의 부통령을 맡았다. 대통령 로버트 무가베의 잠재적인 후계자로 고려되는 솔로몬 무주루 (Solomon Mujuru)와 결혼한 상태이다.

## 역대 선거 결과
| 선거명      | 직책명          | 대수 | 정당           | 득표율 | 득표수   | 결과 | 당락 |
| ----------- | --------------- | ---- | -------------- | ------ | -------- | ---- | ---- |
| 2018년 선거 | 짐바브웨 대통령 | 3대  | 인민무지개연합 | 0.27%  | 12,823표 | 7위  | 낙선 |